# Marmota
Marmota es un género de roedores esciuromorfos de la familia Sciuridae, conocidos comúnmente como marmotas, de donde toman el nombre científico. Aunque están estrechamente emparentadas con las ardillas, las marmotas las superan ampliamente en tamaño y son de hábitos terrestres. La mayoría viven en zonas montañosas de Eurasia y Norteamérica (se encuentran en los Alpes centrales y occidentales, luego fueron introducidas en los Pirineos). Están bien adaptadas al frío gracias a sus cuerpos rechonchos, denso pelo, orejas reducidas y gran cola.
Viven en familias constituidas por una pareja y sus crías, en madrigueras que ellas mismas construyen. Suelen pesar 8 kg, medir 55 cm, y 18 cm de alto y viven alrededor de quince años. Aunque vivan en zonas montañosas, las marmotas no suelen ir a sitios elevados. Es común encontrarlas en zonas boscosas y con temperaturas muy bajas.
Son herbívoros, por lo que se alimentan de vegetales como gramíneas, bayas silvestres, raíces, etc. Cuando tienen dos años alcanzan su madurez sexual. El tiempo de gestación ronda los cinco meses y el parto es de entre cuatro y cinco crías.
Las marmotas son animales muy sociables que usan una gran variedad de sonidos para comunicarse entre ellas, sobre todo cuando tratan de advertirse de un peligro. Sus principales enemigos son aves como el cuervo, el búho o el águila real. Almacenan comida e hibernan en sus madrigueras durante el invierno alrededor de siete meses.

## Descripción
Las marmotas son roedores de gran tamaño, con patas característicamente cortas pero robustas, garras agrandadas bien adaptadas para cavar, cuerpos robustos y cabezas e incisivos grandes para procesar rápidamente una gran variedad de vegetación. Aunque la mayoría de las especies tienen varias formas de color marrón terroso, las marmotas varían la coloración de su pelaje en función de su entorno. Las especies que se encuentran en hábitats más abiertos son más propensas a tener un color más pálido, mientras que las que se encuentran a veces en regiones boscosas tienden a ser más oscuras. Las marmotas son los miembros más pesados de la familia de las ardillas. La longitud total varía típicamente de unos 42 a 72 cm y la masa corporal tiene una media de unos 2 kg en primavera en las especies más pequeñas y 8 kg en otoño, superando a veces los 11 kg, en las especies más grandes. Las especies más grandes y más pequeñas no se conocen con claridad. En Norteamérica, sobre la base de las dimensiones lineales medias y las masas corporales a lo largo del año, la especie más pequeña parece ser la marmota de Alaska y la más grande es la marmota olímpica. Algunas especies, como la marmota del Himalaya y la marmota sibirica en Asia, parecen alcanzar masas corporales más o menos similares a las de la marmota olímpica, pero no se sabe que alcancen una longitud total tan elevada como la de la especie olímpica. En la definición tradicional de hibernación las marmotas más grandes son consideradas como los mayores "verdaderos hibernadores" (ya que los "hibernadores" más grandes, como los osos, no tienen las mismas características fisiológicas que los animales hibernadores obligados, como diversos roedores, murciélagos e insectívoros).

## Hábitat
Las marmotas prefieren un hábitat abierto que les permita detectar a los depredadores a distancia y correr para ponerse a cubierto. Suelen vivir en regiones montañosas, bordes de bosques, praderas y tundra. Las marmotas aprovechan las rocas para buscar a los depredadores, utilizando el punto de vista más alto para detectar el peligro desde más lejos.

## Biología
Algunas especies viven en zonas montañosas, como los Alpes, los Apeninos septentrionales, los Cárpatos, los Tatras y los Pirineos en Europa; el noroeste de Asia; las Montañas Rocosas, las Black Hills, la cordillera de las Cascadas, las Montañas del Pacífico y la Sierra Nevada en Norteamérica; la Meseta Deosai en Pakistán y Ladakh en la India. Otras especies prefieren los pastizales agrestes y se pueden encontrar por toda Norteamérica y la estepa euroasiática. El perrito de las praderas, ligeramente más pequeño y más sociable, no está clasificado en el género Marmota, sino en el género afín Cynomys.
Las marmotas suelen vivir en madrigueras (a menudo dentro de pilas de rocas, sobre todo en el caso de la marmota de vientre amarillo), e hibernan allí durante el invierno. La mayoría de las marmotas son muy sociables y utilizan fuertes silbidos para comunicarse entre ellas, sobre todo cuando se alarman.
Las marmotas comen principalmente verduras y muchos tipos de hierbas, moras, líquenes, musgos, raíces y flores.

## Comportamiento
Las marmotas alpinas viven en una estructura familiar. Una familia puede tener entre 10 y 20 crías, que conviven con sus padres hasta la madurez.
Las marmotas disfrutan socializando entre ellas. Independientemente de la edad, se acicalan entre ellas y se saludan frotándose las narices.
Aunque son sociables con otros miembros de la familia, tienden a ser muy feroces contra los depredadores y otros extraños que invaden su territorio.
Las hembras marcan los límites de su territorio con la secreción que obtienen de las glándulas de las mejillas. La untarán por todas las rocas y árboles cercanos, y si alguien entra en su territorio, tienden a ser más agresivas que los machos (especialmente si tienen crías).
Una familia mantiene el dominio sobre las mismas madrigueras. Tienen numerosos túneles de hasta 3 metros de largo que conducen a la habitación principal llamada guarida. Aquí es donde todas las marmotas hibernan juntas durante el invierno. Cuando llega el invierno, cierran las entradas con heno o hierba.

### Hibernación
Las marmotas hibernan durante cinco meses y medio. En otoño, comen mucho para acumular las reservas de grasa que necesitan para sobrevivir al invierno. Para evitar quemar sus reservas demasiado deprisa, vive a cámara lenta. Su temperatura corporal baja a 7 °C y su ritmo cardíaco se ralentiza a unas 4 o 5 pulsaciones por minuto. Se despierta aproximadamente cada cuatro semanas para hacer sus necesidades. Si la temperatura bajo tierra es inferior a 3 °C, la marmota debe despertarse y moverse para evitar morir congelada.
Parece que la hibernación social (en grupos familiares, en el hibernáculo, con individuos más viejos y experimentados), estudiada en Marmota marmota, si es un factor de riesgo ecoepidemiológico debido a la promiscuidad, también puede proporcionar ventajas en términos de supervivencia invernal.

## Especies
El género Marmota incluye catorce especies repartidas en dos subgéneros.
Subgénero Marmota
- Marmota baibacina
- Marmota bobak
- Marmota broweri
- Marmota camtschatica
- Marmota caudata
- Marmota himalayana
- Marmota marmota
- Marmota menzbieri
- Marmota monax
- Marmota sibirica

Subgénero Petromarmota
- Marmota caligata
- Marmota flaviventris
- Marmota olympus
- Marmota vancouverensis

## Historia y etimología

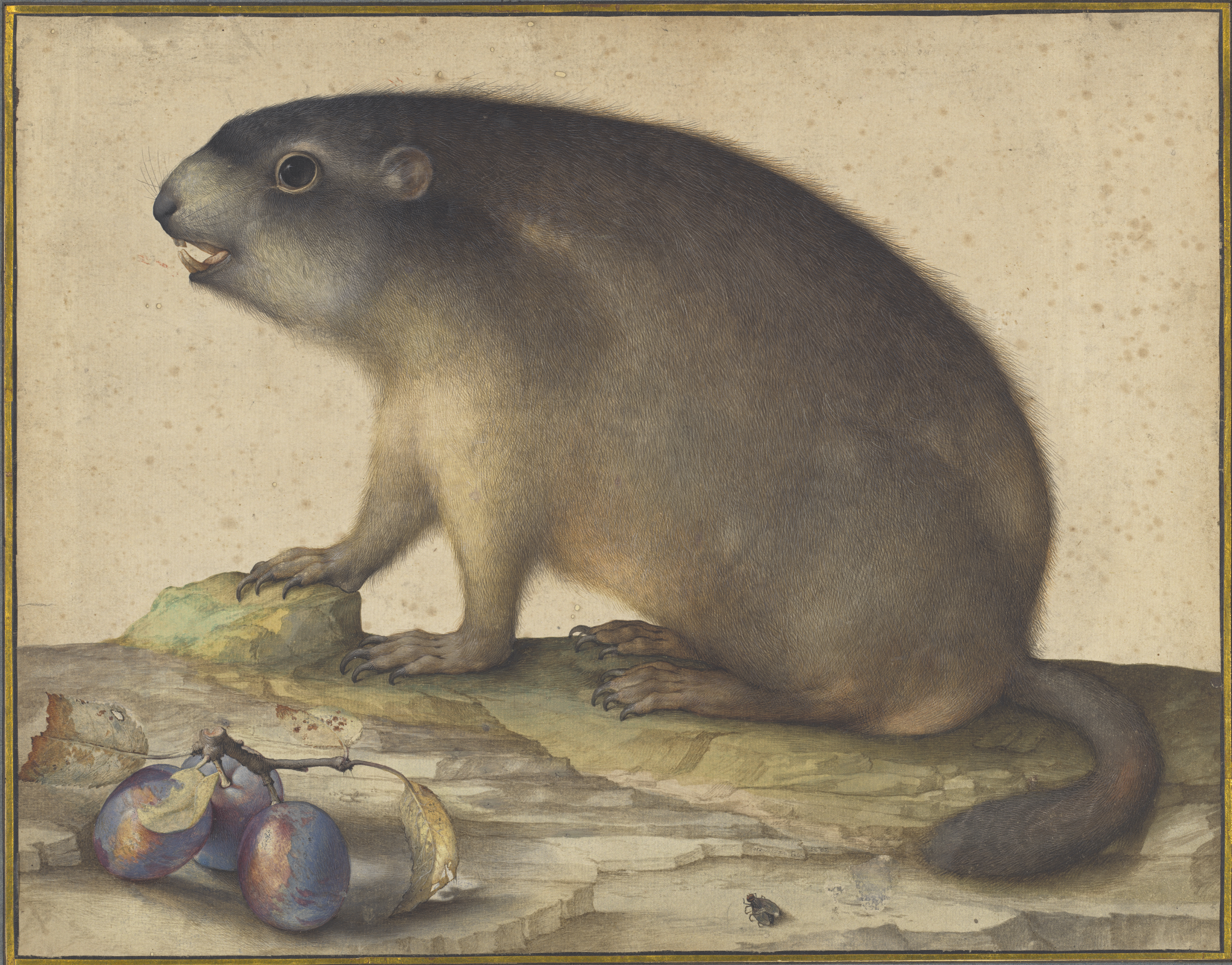
Una marmota con un ramo de ciruelas, 1605 por Jacopo Ligozzi.

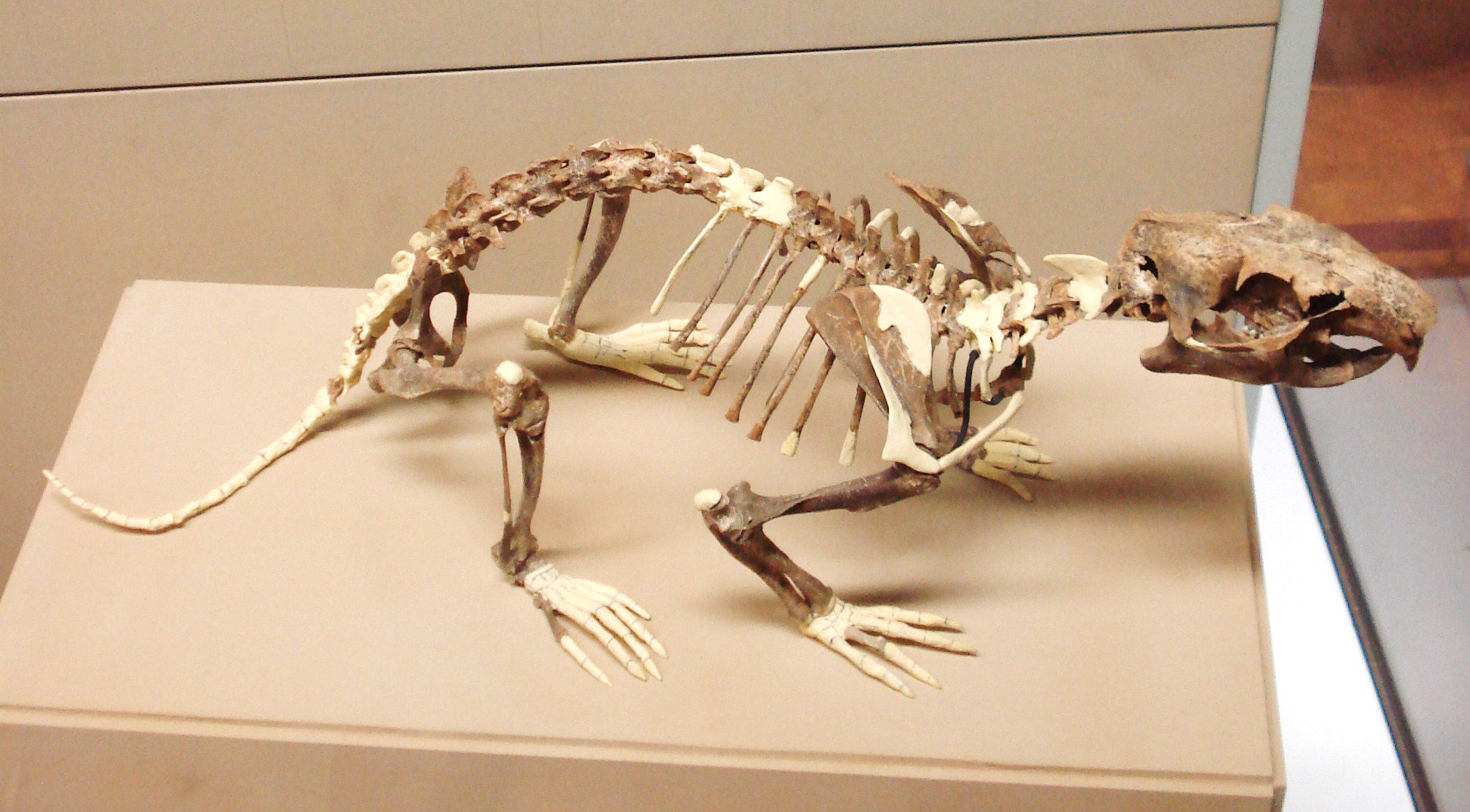
Marmota primigenia fósil.

Las marmotas se conocen desde la antigüedad. Las investigaciones de French etnólogo Michel Peissel afirmaba que la historia de la "hormiga buscadora de oro" de la que hablaba el historiador Griego antiguo Heródoto, que vivió en el siglo V a. C., se basaba en la marmota del Himalaya dorada de la meseta de Deosai y en la costumbre de tribus locales como los Brokpa de recoger el polvo de oro excavado en sus madrigueras.
Algunos historiadores creen que λέων μύρμηξ de Estrabón y μυρμηκολέων de Agatharchides, muy probablemente sean la marmota.
Una imagen anatómicamente exacta de una marmota fue impresa y distribuida ya en 1605 por Jacopo Ligozzi, que destacó por sus imágenes de flora y fauna.
La etimología del término "marmota" es incierta. Puede haber surgido del prefijo marm- de las lenguas galorrománicas, que significa murmurar o murmurar (un ejemplo de onomatopeya). Otro posible origen es el latín postclásico, mus montanus, que significa "ratón de montaña".
A partir de 2010, Alaska celebra el 2 de febrero como "Día de la Marmota", una festividad que pretende observar la prevalencia de las marmotas en ese estado y ocupar el lugar del Día de la Marmota.

### Relación con laPeste Negra
Varios historiadores y paleogenetistas han postulado que la variante de Yersinia pestis que causó la pandemia que asoló Eurasia en el siglo XIV se originó a partir de una variante para la que las marmotas de China eran la especie reservorio natural.

## Referencia en mitos y leyendas
Aunque las marmotas no son generalmente las figuras centrales de muchos mitos y leyendas, sí aparecen en algunas tradiciones y folclores culturales. Su papel en estas historias generalmente refleja su comportamiento, ecología y los entornos naturales en los que viven.

### Marmotas en el folclore de los Nativos Americanos
En la mitología de los pueblos indígenas de América del Norte, los animales a menudo se utilizan como símbolos o representaciones de ciertas cualidades o rasgos. Las marmotas, aunque menos prominentes que criaturas como osos o lobos, aparecen en algunas historias regionales.
La marmota como embaucadora: en algunas tradiciones nativas americanas, criaturas pequeñas como las marmotas son vistas como embaucadores. Las figuras embaucadoras en la mitología son conocidas por su astucia, ingenio y a veces comportamiento travieso. Una marmota en el papel de embaucador podría ser un personaje que engaña a otros, a menudo a través de su comportamiento de excavar y desaparecer en sus túneles subterráneos.
Simbolismo de la marmota: la habilidad de la marmota para hibernar, retirarse a la tierra y emerger solo durante los meses más cálidos puede simbolizar temas de renovación, ciclos y el paso del tiempo. En algunas culturas indígenas, los animales que hibernan están asociados con el conocimiento y la introspección, ya que pasan largos períodos en soledad. La marmota, a través de su madriguera, también está vinculada con el inframundo o los aspectos ocultos de la vida.
La marmota como guardián: en algunas tribus, se cree que las marmotas tienen un papel protector. Su capacidad para detectar el peligro y retirarse a sus madrigueras antes de que llegue un depredador es vista como una señal de vigilancia y precaución. Esto podría traducirse en historias donde la marmota es una figura guardiana, advirtiendo a otros sobre el peligro o desempeñando un papel en la supervivencia de la comunidad.

### Marmotas en el folclore europeo
En las culturas europeas, particularmente en los Alpes y los Pirineos, las marmotas son criaturas familiares. Aunque no siempre tienen papeles principales en las leyendas, su presencia en el folclore montañés es significativa.
La marmota como un símbolo de la tierra: en el folclore alpino, los marmotes a menudo son vistos como símbolos de la fertilidad de la tierra. Sus hábitos de excavar, que crean complejos sistemas de túneles bajo tierra, los vinculan con la noción de los reinos subterráneos y los tesoros ocultos. En algunas leyendas, se cree que los marmotes son guardianes de tesoros o portales hacia mundos sobrenaturales.
Marmotas y la predicción del clima: en algunas culturas europeas, se cree que las marmotas tienen una habilidad especial para predecir el clima. Al igual que la más famosa tradición del "Día de la Marmota" en los Estados Unidos, donde se dice que el comportamiento de una marmota el 2 de febrero predice la llegada de la primavera, las marmotas en Europa también eran vistos como pronosticadores de los cambios estacionales. Su salida de la hibernación o su comportamiento durante ciertos períodos del año se consideraba una señal de los patrones climáticos que se avecinaban.

### Marmotas en los mitos asiáticos
En algunas partes de Asia, particularmente en el Tíbet y los Himalayas, las marmotas son comunes y aparecen en el folclore regional. Estas culturas tienden a venerar a los animales, especialmente aquellos que habitan en las altas tierras, otorgándoles gran respeto.
Marmotas como animales sagrados: en el folclore tibetano, la marmota es a veces vista como un animal sagrado asociado con las montañas. Las regiones de gran altitud donde viven los marmotes son a menudo consideradas dominios de dioses o espíritus. En algunas tradiciones, la marmota es un mensajero entre el reino terrenal y lo divino, llevando mensajes hacia y desde los dioses o los espíritus de la montaña.
La marmota y las leyendas de cambio de forma: en algunas culturas de Asia Central, se cree que los marmotes son seres que pueden cambiar de forma, transformándose en otros animales o incluso en seres humanos. Estas historias suelen formar parte de mitologías más amplias que involucran criaturas mágicas o transformaciones, donde el marmote actúa como un intermediario entre diferentes formas de existencia.

### La marmota en las leyendas modernas
En la cultura popular moderna, las marmotas también se han convertido en parte de leyendas contemporáneas, aunque estas tienden a ser más juguetonas o humorísticas en su naturaleza.
La tradición del Día de la Marmota: Como se mencionó, la marmota, desempeña un papel central en la famosa leyenda del "Día de la Marmota" en los Estados Unidos, que está relacionada con la predicción del clima. Según la leyenda, si una marmota sale de su madriguera el 2 de febrero y ve su sombra, habrá seis semanas más de invierno. Si no ve su sombra, la primavera llegará antes. 
Las marmotas como símbolos ambientales: en algunas interpretaciones modernas, las marmotas han adoptado el papel de símbolos de la preservación ambiental. Su hábitat en áreas montañosas, a menudo prístinas, los convierte en un símbolo de la fragilidad de los ecosistemas de alta montaña. A veces se utilizan en historias o campañas que buscan concienciar sobre el cambio climático y la preservación de los hábitats naturales.